# Fondazione Eva Perón

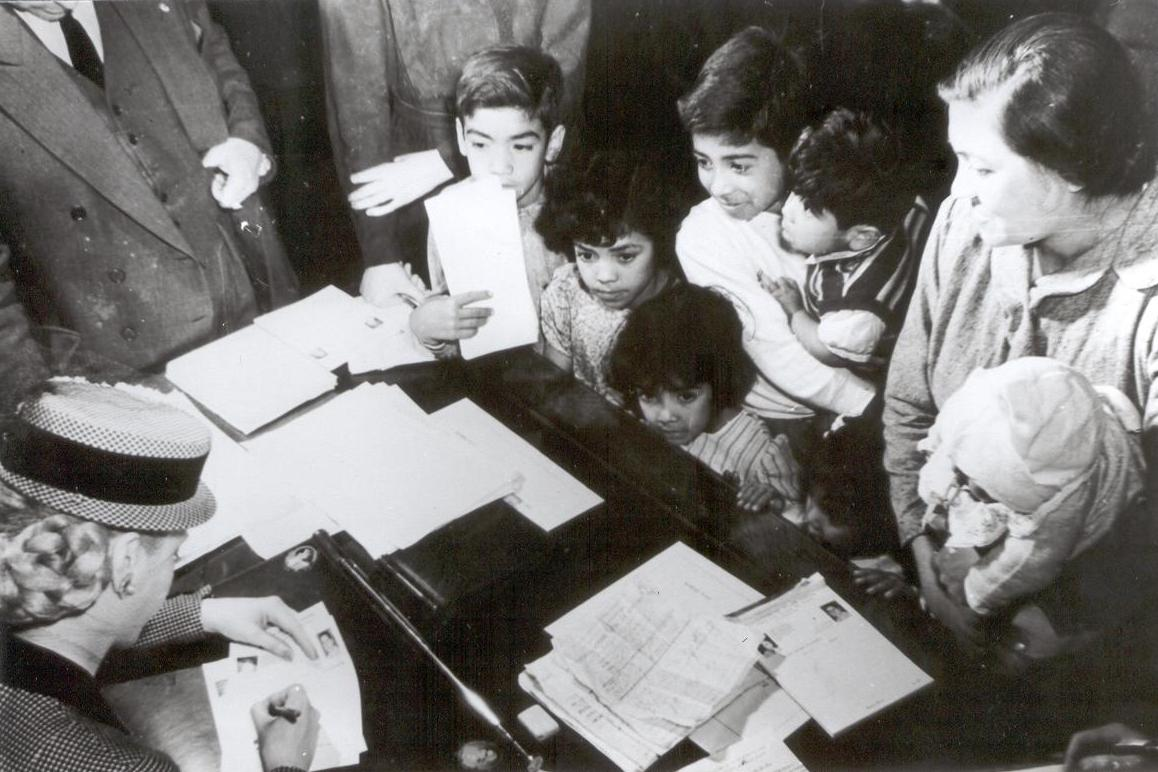
Evita Perón al lavoro nella sua fondazione

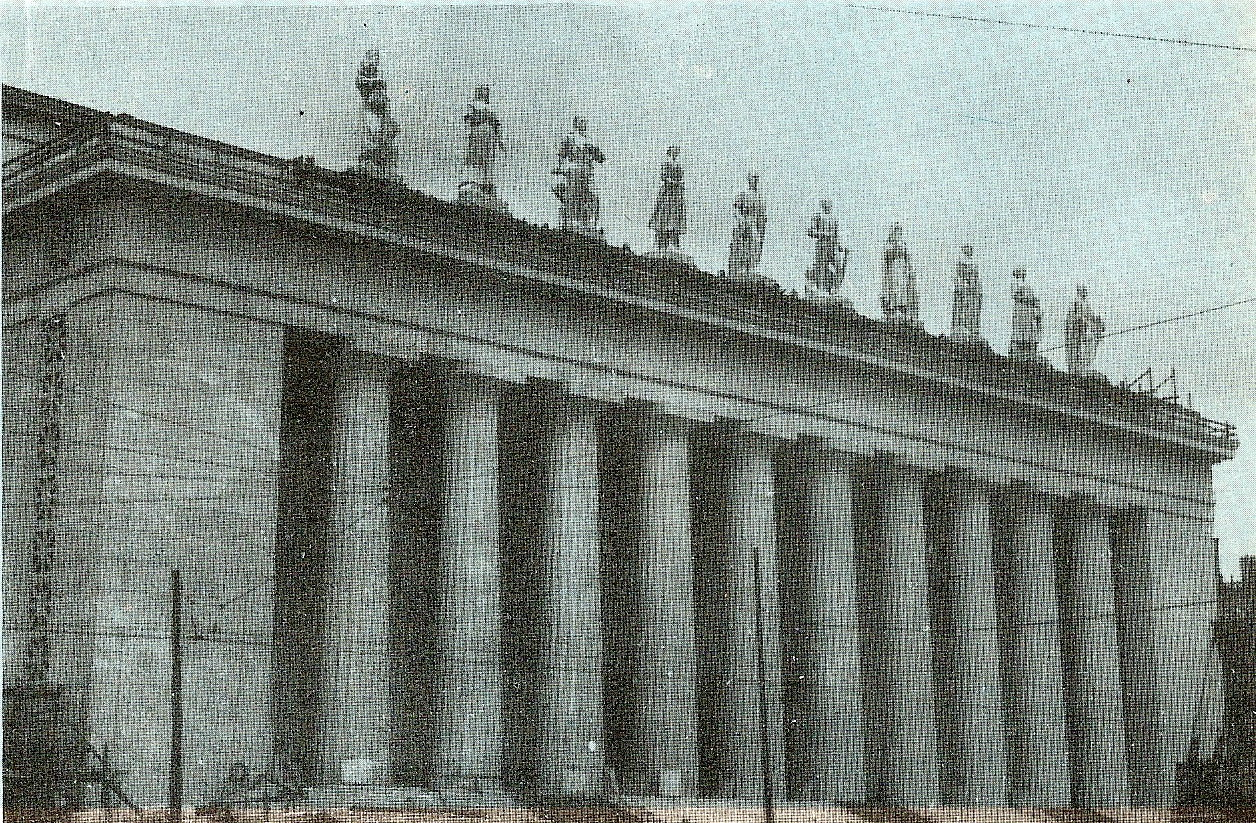
Sede della Fondazione Eva Perón nel 1950, che oggi è la Facoltà di Ingegneria dell'Università di Buenos Aires

La Fondazione Eva Perón (in spagnolo: Fundación Eva Perón) era una fondazione caritativa avviata da Evita Perón mentre era First Lady, nonché leader spirituale, dell'Argentina. L'associazione fu operativa dal 1948 al 1955.
L'8 luglio 1948 la Fondazione María Eva Duarte de Perón fu istituita. Il suo nome fu poi cambiato e semplificato in Fondazione Eva Perón, alla fine del 1950. Lo statuto dichiarava, in apertura, che la fondazione sarebbe rimasta: "nelle mani solo del suo fondatore... in possesso dei più ampi poteri concessi dallo Stato e della Costituzione."
Gli obiettivi della fondazione erano di fornire assistenza economica e borse di studio a bambini dotati provenienti da ambienti poveri, costruire case, scuole, ospedali e orfanotrofi in aree svantaggiate e "di contribuire o collaborare con ogni mezzo possibile per la creazione di opere tendenti a soddisfare i bisogni fondamentali per una migliore vita delle classi meno privilegiate".
L'attività della fondazione iniziò con l'organizzazione di feste per le ragazze madri o viaggi nel Paese, dove Evita in persona distribuiva pacchi di aiuti nei ghetti.
Nel 1955 Juan Domingo Perón fu costretto da un colpo di Stato militare autodefinitosi "Revolucion Libertadora" ad abbandonare l'Argentina e come ogni altra organizzazione peronista, la fondazione fu sciolta dalla giunta militare.